# Mission Woods
Mission Woods és una població dels Estats Units a l'estat de Kansas. Segons el cens del 2000 tenia 165 habitants.

## Demografia
Segons el cens del 2000, Mission Woods tenia 165 habitants, 77 habitatges, i 51 famílies. La densitat de població era de 579,2 habitants/km².
Dels 77 habitatges en un 16,9% hi vivien nens de menys de 18 anys, en un 62,3% hi vivien parelles casades, en un 2,6% dones solteres, i en un 32,5% no eren unitats familiars. En el 29,9% dels habitatges hi vivien persones soles el 16,9% de les quals corresponia a persones de 65 anys o més que vivien soles. El nombre mitjà de persones vivint en cada habitatge era de 2,14 i el nombre mitjà de persones que vivien en cada família era de 2,65.
Per edats la població es repartia de la següent manera: un 18,8% tenia menys de 18 anys, un 1,8% entre 18 i 24, un 10,3% entre 25 i 44, un 42,4% de 45 a 60 i un 26,7% 65 anys o més.
L'edat mediana era de 54 anys. Per cada 100 dones de 18 o més anys hi havia 88,7 homes.
La renda mediana per habitatge era de 106.885 $ i la renda mediana per família de 181.456 $. Els homes tenien una renda mediana de 100.000 $ mentre que les dones 60.625 $. La renda per capita de la població era de 68.713 $. Cap de les famílies estaven per davall del llindar de pobresa.

## Poblacions més properes
El següent diagrama mostra les poblacions més properes.